# 奥野定良
奥野 定良（おくの さだよし、正保4年〈1647年〉 - 享保12年5月22日〈1727年7月10日〉）は、江戸時代前期の武士。赤穂藩浅野氏の家臣。組頭1000石。通称は将監（しょうげん）。
父は家老奥野定次。母は大石信云の娘奈津。赤穂浪士四十七士の大石信清とは従兄弟の関係である。
元禄14年（1701年）3月、江戸城松之大廊下で主君浅野長矩が吉良義央に刃傷におよび、浅野長矩は切腹。赤穂藩は改易となった。赤穂城明け渡しに際して、家老大野知房が逐電したために、代わりに大石良雄を補佐して明け渡しを行った。奥野は大石良雄の義盟に加わり、御家再興運動でも引き続き大石を補佐した。しかし、元禄15年（1702年）7月、浅野長矩の弟浅野長広の広島浅野宗家への永預けが決まり、浅野家再興が絶望的になると、京都円山の会議で大石は吉良義央への仇討ちを決定するが、その直後に奥野は脱盟した。
奥野は一党の中では大石に次いで禄が高く、討ち入り後に細川家にお預けとなった大石は奥野の脱盟を大変に残念がっている。この脱盟については大石が吉良を打ち洩らした際に備えた二番手だったとも、浅野長矩の隠し子の姫を育てるためだったともいわれるが、真相は不明である。
その後は播磨国に戻って、一女が嫁いでいた加西の下道山の磯崎神社神宮寺秀経に身を寄せて、名も右衛門と改めて新田開発に尽力した。晩年には播磨国多可郡中村の延明寺に移り隠棲したといわれ、その地の糀屋村に奥野のものといわれる墓が存在する。この墓によれば、法号玄徳院節厳禅義居士。この法号は磯崎神社に残る神宮寺過去帳と一致し、これによると1727年（享保12年）5月22日に死去したとある。享年81。
なお、奥野の組に属していた藩士のうちからは潮田高教・木村貞行が吉良邸討ち入りに加わった。
司馬遼太郎の短編小説「池田屋異聞」（『新選組血風録』収録）では、新選組隊士山崎烝を奥野定良の子孫として描いているが、これは創作である。